# Yobi
Yobi (Yi) är ett binärt prefix med värdet 280 = 1 208 925 819 614 629 200 000 000. Prefixet yobi har fått sitt namn av att det ungefär motsvarar SI-prefixet yotta (1024 = 1 000 000 000 000 000 000 000 000).
Binära prefix används främst när man uttrycker minnesstorlekar och minnesåtgång i datorer; 280 bytes är en yobibyte (YiB), men kallas ofta slarvigt för en yottabyte.